# Міхаель Маґістер
Міхаель Маґістер (лат. Michael Magister) (? — 1529) — львівський міщанин, райця (1514—1526) та бурмистр міста. В 1505—1521 роках — міський писар. 

Перебрався до Львова з Нового міста Библа. Відома грамота, що містить статут кравецького цеху, видана міськими райцями на чолі з Міхаелем Маґістром і підтверджена Владиславом IV Вазою.

## Сім'я
З дружиною Ядвігою мали сина Міхаеля та доньку Анну (вийшла заміж за кравця Мацея Мітлу).